# Drover-Berg-Tunnel

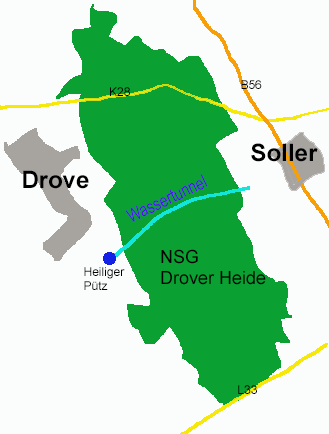

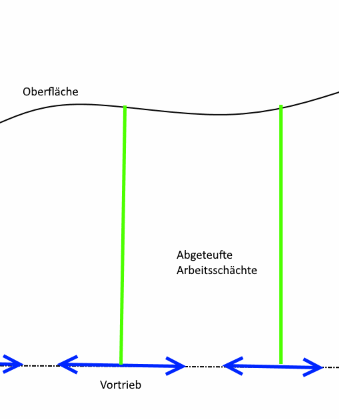

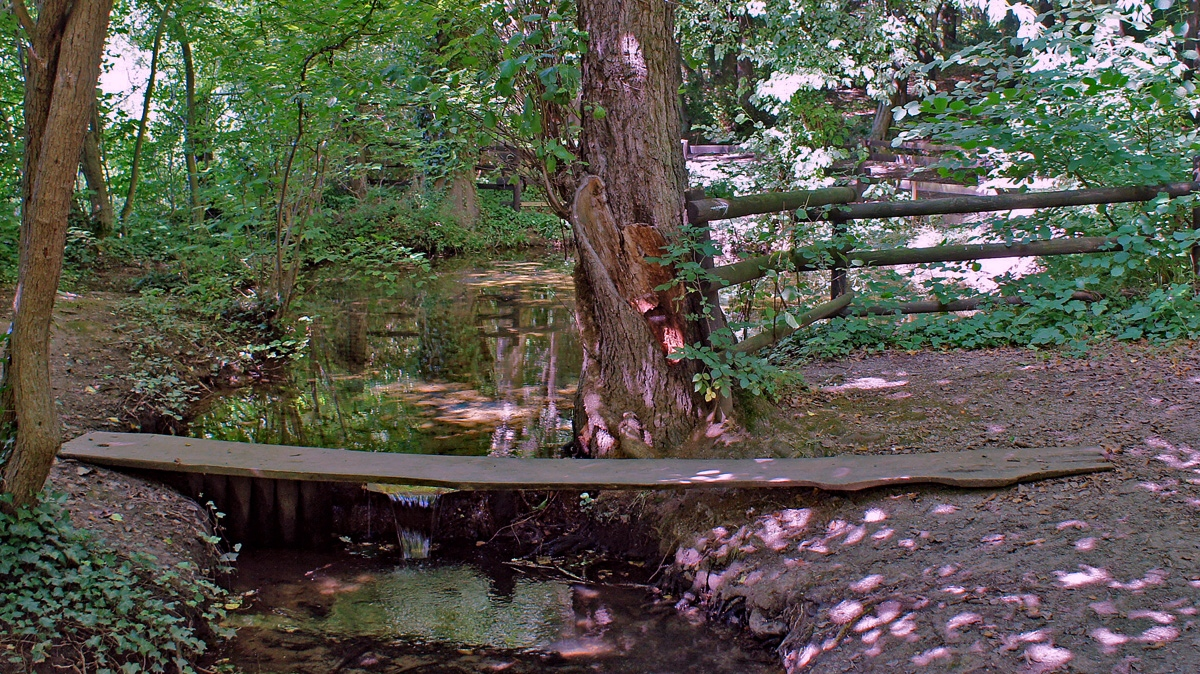
Quelltopf „Heiliger Pütz“ im Drover Wald. Hier begann der Tunnel.

Der Drover-Berg-Tunnel ist mit einer Länge von 1660 Metern das längste römische Tunnelbauwerk nördlich der Alpen. Sein Zweck war nach aller Wahrscheinlichkeit, das Wasser einer Quelle, heute „Heiliger Pütz“ genannt, quer durch einen Berg, die Drover Heide, auf die andere Seite zu einer römischen Villa zu leiten. Die Quelle schüttet etwa 480 m³ Wasser am Tag, das an einer geologischen Bruchlinie am Ende einer nach Nordosten gekippten Scholle zu Tage tritt ( → Geologie der Niederrheinischen Bucht). Der Tunnel beginnt südlich von Drove und endet südlich Soller.

## Bautechnik
Die Art der Bautechnik, genannt Qanate, übernahmen die Römer von den Persern, die große Wasserleitungssysteme zur Versorgung ihrer Oasen bauten. Von der Erdoberfläche wurden in geringen Abständen senkrechte Schächte abgeteuft, um unten in beide Richtungen arbeiten zu können. Über die gesamte Strecke verteilt, werden das über 100 gewesen sein. Die Schächte erreichten eine Teufe von rund 26 m an der höchsten Stelle der Drover Heide. Um etwas günstiger bauen zu können, wurde nicht ganz gerade gebaut, sondern in leichten Bögen, um Geländevorteile durch Eintiefungen an der Oberfläche nutzen zu können. Nach Abschluss der Baumaßnahme wurden die senkrechten Schächte bis oben hin mit Ton aufgefüllt, damit Niederschlagswasser nicht einsickern konnte. Über die Zeit sackte die Verfüllung nach und bildete an der Oberfläche kegelförmige Mulden. Hieran ist auch heute noch der Verlauf zu erkennen. Der wasserleitende Teil des Tunnels besteht an der Sohle aus einer u-förmigen Rinne aus römischem Gussbeton (opus caementitium), bei einer Wandstärke zwischen 20 und 24 cm. Die Breite liegt innen zwischen 20 und 24 cm bei einer Höhe von 26 cm. Verputzt war die Innenseite mit 0,5 cm wasserdichtem Putz. Abgedeckt war die Rinne nach oben mit 4 cm starken römischen Dachziegeln (imbrices). Um zu verhindern, dass fremdes Wasser eindrang, kam über die Ziegel noch eine Schicht Ton.

## Archäologie
Erstellt wurde der Tunnel vermutlich im 2. Jahrhundert n. Chr. Bekannt ist er etwa seit dem Ende des 19. Jahrhunderts. Aus den frühen Ausgrabungen sind nicht mehr als amateurhafte Handskizzen erhalten. 1982 wurde durch Klaus Grewe mit Ausgrabungen begonnen, 2007 fand eine weitere Grabung statt. Der Beginn der Wasserleitung ist heute bekannt, das Ende nicht. Bis etwa Soller ist die Wasserleitung noch zu erkennen, danach ist nichts mehr nachzuweisen. Als Ziel käme eine villa rustica in Vettweiß-Froitzheim in Frage.

## Tourismus
Klaus Grewe und die Konejung Stiftung: Kultur haben einen Führer zum Drover-Berg-Tunnel-Wanderweg gestaltet.